# Günter Wallraff

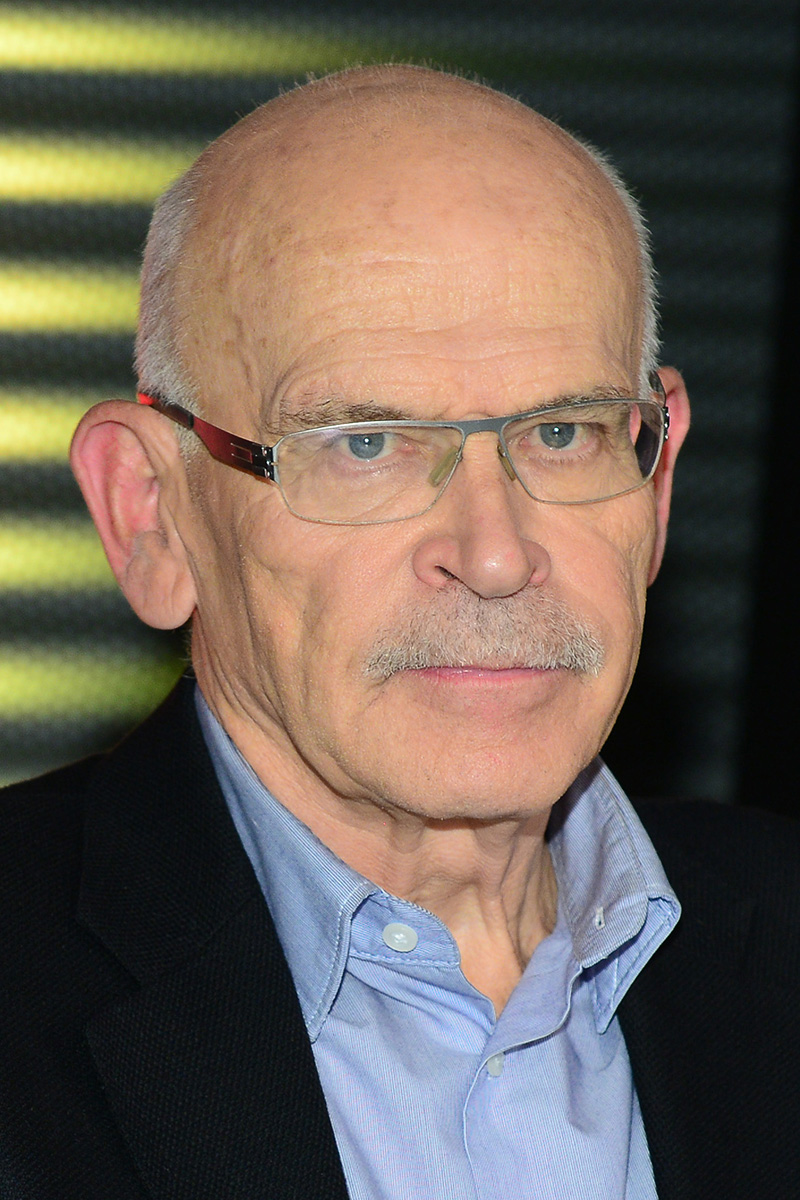
Günter Wallraff (2014)

Günter Wallraff (ur. 1 października 1942 w Burscheid koło Kolonii) – niemiecki pisarz i dziennikarz, reportażysta.
Reprezentant nurtu tzw. „dziennikarstwa uczestniczącego”. Aby opisać życie Gastarbeiterów i świat brukowych mediów, zatrudniał się w odpowiednich miejscach pracy pod przybranym nazwiskiem. Koncentruje się na zjawiskach, które uważa za niesprawiedliwość społeczną, stara się też pogłębić wiedzę czytelników o mechanizmach rządzących społeczeństwem.
W Polsce wydawany w latach 1973–1988 przez Wydawnictwo Poznańskie. W 2003 zarzucano mu współpracę ze Stasi w latach 60., jednak sąd w Hamburgu orzekł, że nie ma do tego podstaw.

## W Polsce wydano
- Trzynaście niepożądanych reportaży (13 unerwünschte Reportagen, 1969)
- Wy na górze – my na dole (razem z Berntem Engelmannem), Ihr da oben, wir da unten, 1975)
- Wstępniak: człowiek, który był w „Bildzie” Hansem Esserem (Der Aufmacher – Der Mann, der bei „Bild” Hans Esser war, 1977, o dzienniku Bild)
- Na samym dnie (Ganz unten – Beschreibung des Schicksals von illegal eingeschleusten Arbeitern, 1985, o tureckich Gastarbeiterach)
- Z nowego wspaniałego świata (Aus der schönen neunen Welt, 2012)